# Slovakiske Karst
Slovakiske Karst (slovakisk: Slovenský kras) er en af bjergkæderne i Slovakiske Malmbjerge i Karpaterne i det sydlige Slovakiet . Den består af et kompleks af store karstsletter og plateauer. Siden 1973 har det været et beskyttet landskabsområde. Den 1. marts 2002 blev Slovakiske Karst Nationalpark oprettet. Det er også et UNESCO- biosfærereservat, og en del af det udgør verdensarvstedet Hulerne i Aggtelek Karst og Slovakiske Karst .

## Karakteristik
Den højeste top er Jelení vrch er 947 moh. Vigtige floder er Slaná (Sajó), Štítnik og Turňa . Den slovakiske Karst ligger i den nordlige tempererede zone og har et kontinentalt klima med fire forskellige årstider. Området består af flere lag af mesozoisk kalksten og dolomit, hvorunder der er sandsten, kalksten og skifer . Sletterne er dækket af skove med eg og avnbøg, bakkerne af egetræsskove og karstgrubene af granskove. Der er bøgeskove er i de nordlige dele af området.
Sletterne (plateauerne) har mange karstformationer, såsom karstgruber med en diameter på op til 250 m og en dybde på ca. 45 m, koniske bakker,. De underjordiske karst er kendt for deres dybe lodrette afgrunde, såsom:
- Čertova diera (bogstaveligt talt Djævelens hul; dybde: 186 m)
- Brázda (181 m)
- Malá železná priepasť (Lille jernkløft; 142 m)
- Diviačia priepasť (vildsvinekløften, 122 m)

Nogle af afgrundene er faldet sammen, især Silická ľadnica (Silica Ice Abyss; 110 m)
Regionen er bedst kendt for sine mange huler, hvoraf Domica Cave, Ochtinská Aragonite-hulen ( Ochtinská aragonitová jaskyňa ), Gombasek-hulen ( Gombasecká jaskyňa ) og Jasovská-hulen ( Jasovská jaskyňa ) er åbne for offentligheden.
Andre bemærkelsesværdige huler er Krásnohorská-hulen ( Krásnohorská jaskyňa ) og Hrušovská-hulen ( Hrušovská jaskyňa ).
Regionen omfatter også karstsøer. Den største sø er Jašteričie jazero (bogstaveligt talt Firbensøen), "Gyükerréti-tó" på ungarsk.

## Flora og fauna
Den slovakiske Karst har også sjældne planter, for eksempel:
- Hundetand (et relikt fra den tertiærtiden)
- Slovakisk Æseltunge Onosma tornensis ( endemisk )
- Mørk blåaks Sesleria heufleriana (endemisk)
- Dianthus lumnitzerii (en endemisk nellikeart)

og sjældne dyr, for eksempel:
- Kejserørn ( Aquila heliaca )
- Slangeørn ( Circaetus gallicus )
- Lille tårnfalk ( Falco naumanni )